# Retour sur capitaux investis
Le ROIC (return on invested capital - retour sur capitaux investis) est un indicateur de performance utilisé dans le domaine de la finance pour mesurer le retour sur capitaux investis. Il peut être utilisé pour comparer les performances des entreprises ou bien pour calculer la création de valeur. Si le ROIC est supérieur au CMPC (Coût moyen pondéré du capital) alors l'entreprise a créé de la valeur (elle a produit un résultat supérieur au coût du capital)
Le ROIC se calcule avec des valeurs comptables historiques du bilan et du compte de résultat.

## Formule de calcul
{\displaystyle {\mbox{ROIC}}={\frac {{\mbox{EBIT}}\times (1-{\mbox{Tc}})}{\mbox{CI}}}}
Avec : 
- EBIT (Earning Before Interest and Taxes) = Résultat d'exploitation ;
- Tc = Taux d'imposition théorique ;
- CI = Montant des capitaux investis = Capitaux propres + Dettes financières nettes.